# Grolls

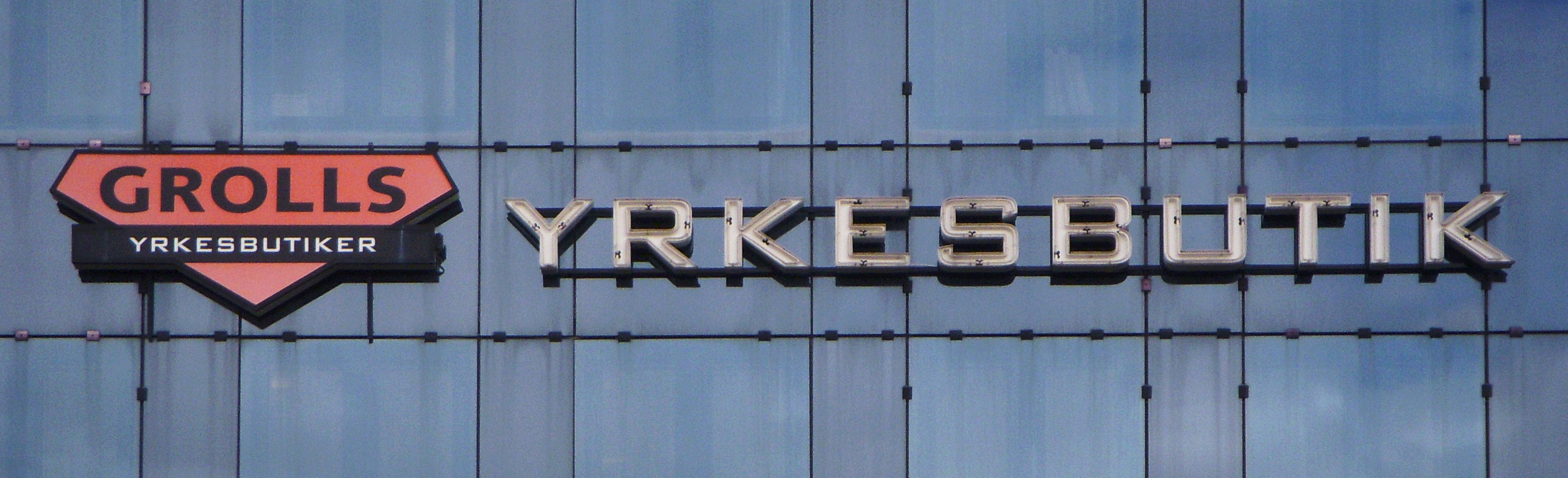
"Grolls Yrkesbutik" i Årsta.

Grolls är ett svenskt företag som huvudsakligen producerar och säljer arbetskläder, yrkeskläder och personlig skyddsutrustning. Företaget grundades 1832 av ryttmästare Leonard Groll med arbetarboden ”L.Grolls Lärftshandel” i Gamla stan, Stockholm. 2015 hade firman 365 medarbetare och en omsättning av 1 012 MSEK. Grolls AB köptes i december 2010 upp av privatkapitalbolaget Litorina Kapital som 2016 sålde det vidare till Swedol.

## Historik

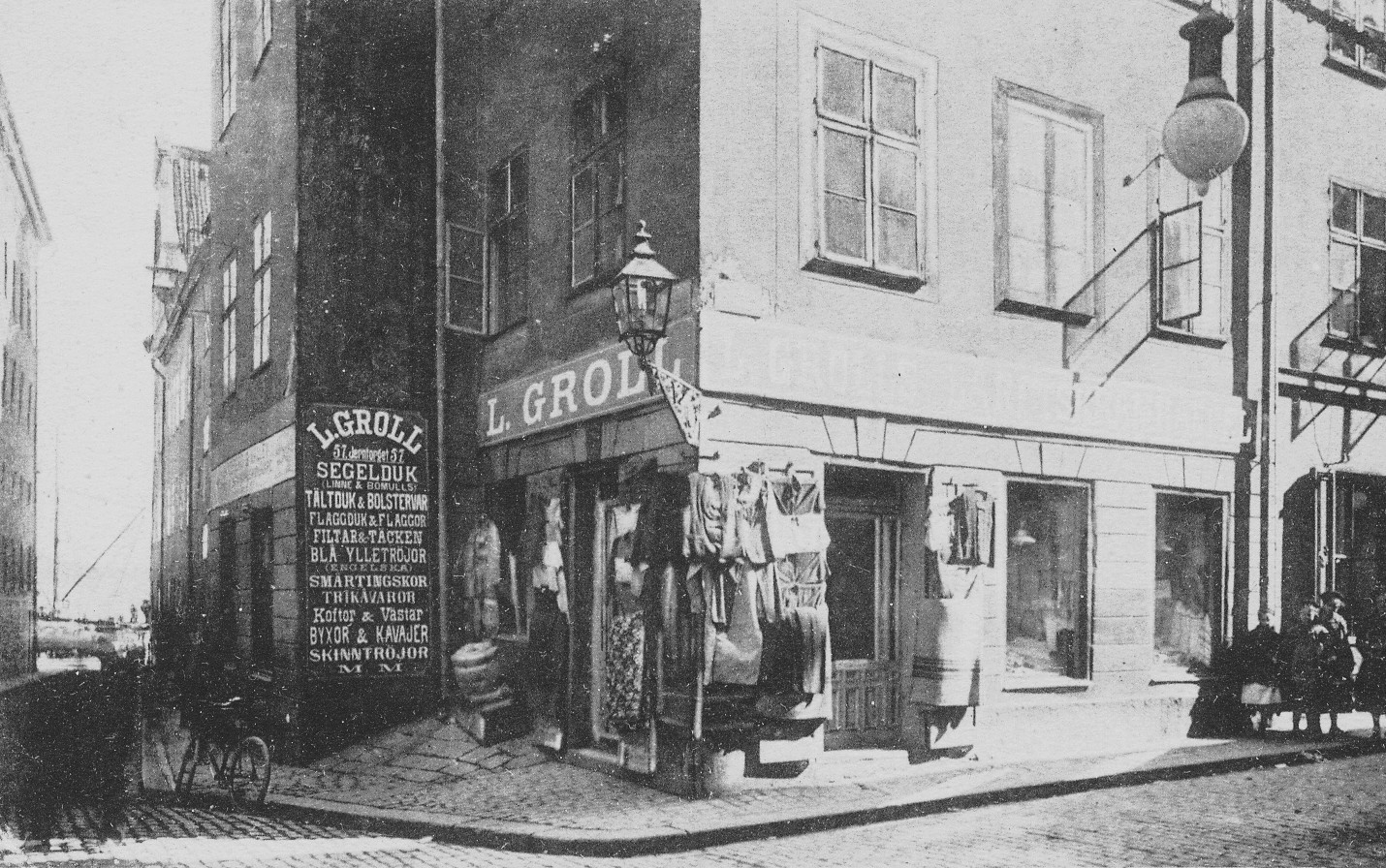
L. Grolls arbetskläder vid Järntorget i Gamla stan, omkring år 1900.

År 1832 etablerade ryttmästaren Axel Leonard Groll sin första arbetarbod ”L.Grolls Lärftshandel” i kvarteret Narcissus vid Järntorget i Gamla stan. Här salufördes diverse lärftprodukter som segelduk, flaggduk och tältduk men även robusta arbetskläder som koftor, väster, byxor och blå ylletröjor. Butiken blev tillsammans med grannen AB Julius Slöör (som sålde järnvaror) ett välkänt inslag i stadsbilden vid Järntorget och fanns kvar till långt in på 1980-talet. 
Grolls blev ett rikstäckande företag genom förvärv och sammangående med andra bolag i ungefär samma bransch. År 1905 startade Johan Filip Bellander tillverkning av yrkeskläder i Gävle under varumärket Björnkläder som under 1930- och 1940-talen blev ett av Sveriges mest sålda blåställ. Björnkläder såldes 1976 till AB Borås Syfabrik som ingick i Grollkoncernen. År 1924 började bergsingenjörerna Paul Palén och Birger Carlson med sitt företag Birger Carlson & Co (sedermera BICAPA AB) import och försäljning av andningsskydd från Tyskland. 1994 slogs BICAPA AB ihop med Björnkläder Grolls AB.  1991 köptes Björnkläder Grolls AB upp av danska Sophus Berendsen A/S som i sin tur var ett dotterbolag till Londonbaserade The Davis Service Group. 2000 bytte man namn till Berendsen Safety AB och 2006 till Björnkläder AB.
År 2011 skedde ytterligare ett namnbyte, denna gång till Grolls AB. 2011 förvärvade Grolls företaget Nytello, som saluför arbetskläder för bland annat kök, restaurang, vård och omsorg samt städ. År 2012 övertog Grolls det norska företaget Univern, som är specialiserat på bland annat kläder för offshore- och fiskeriverksamhet samt brandskydd. År 2015 hade Grolls 31 egna ”Grolls Yrkesbutiker” i Sverige och 17 utomlands, därav ett i Estland och fyra i Finland samt 12 ”Univern-butiker” i Norge. Moderbolaget är Björnkläder Intressenter AB som år 2010 förvärvades av Litorina Kapital. Grolls såldes 2016 till Swedol.

## Bilder

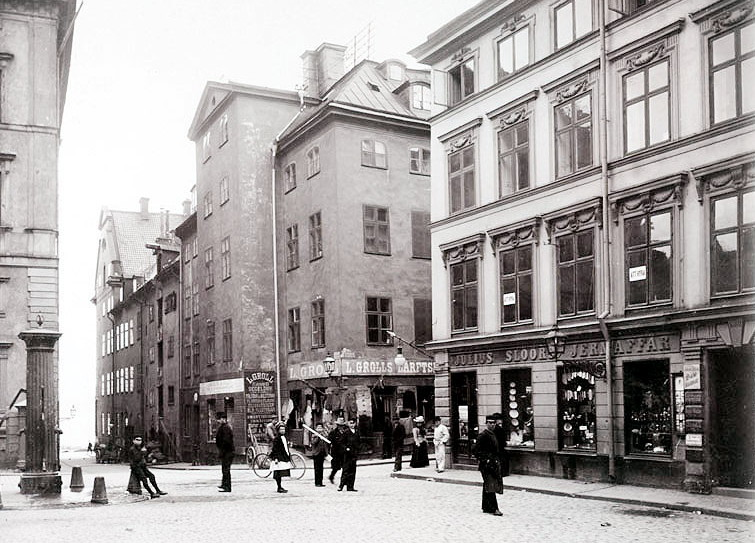
Grolls och Julius Slöör vid Järntorget 1902
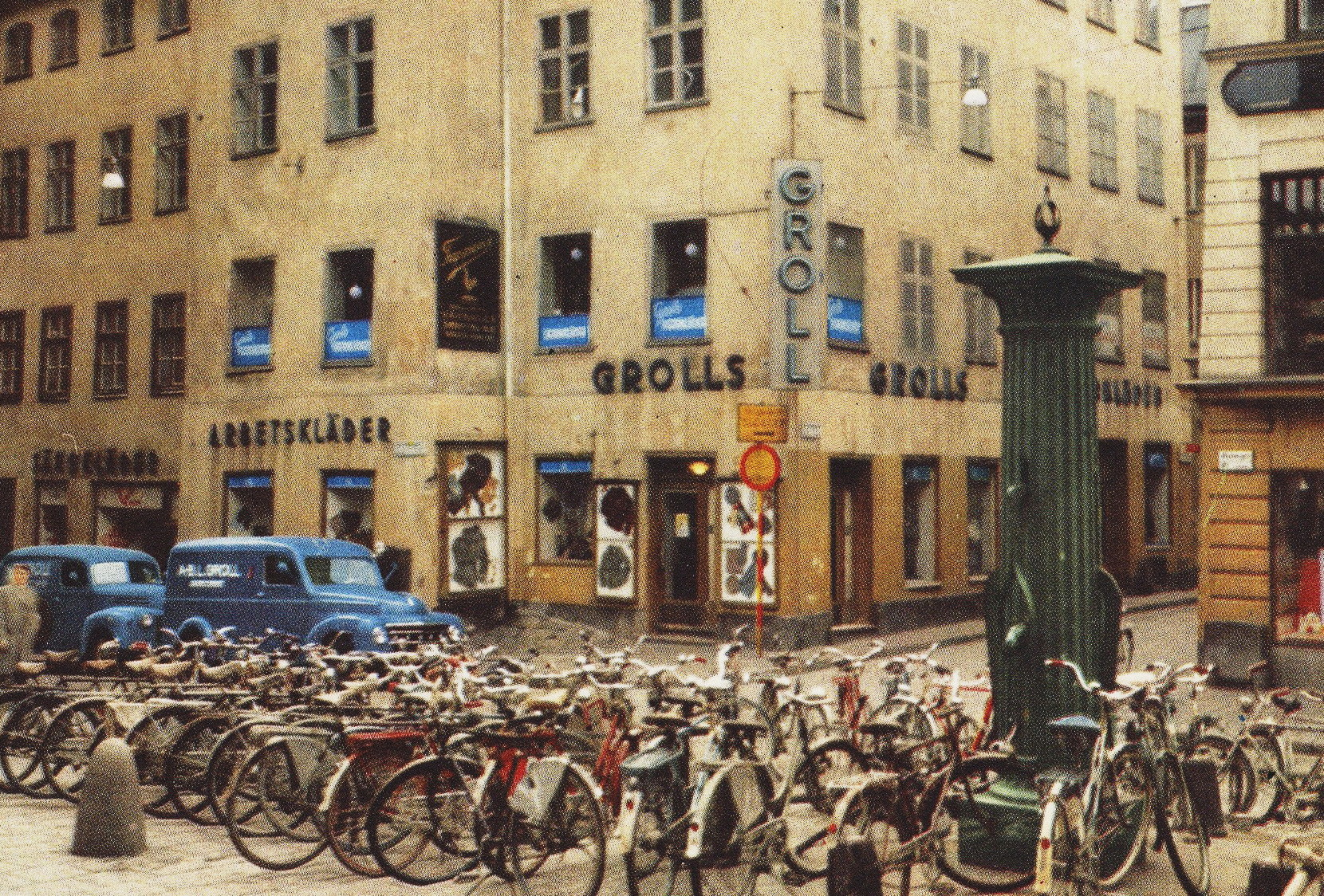
Grolls vid Järntorget 1952
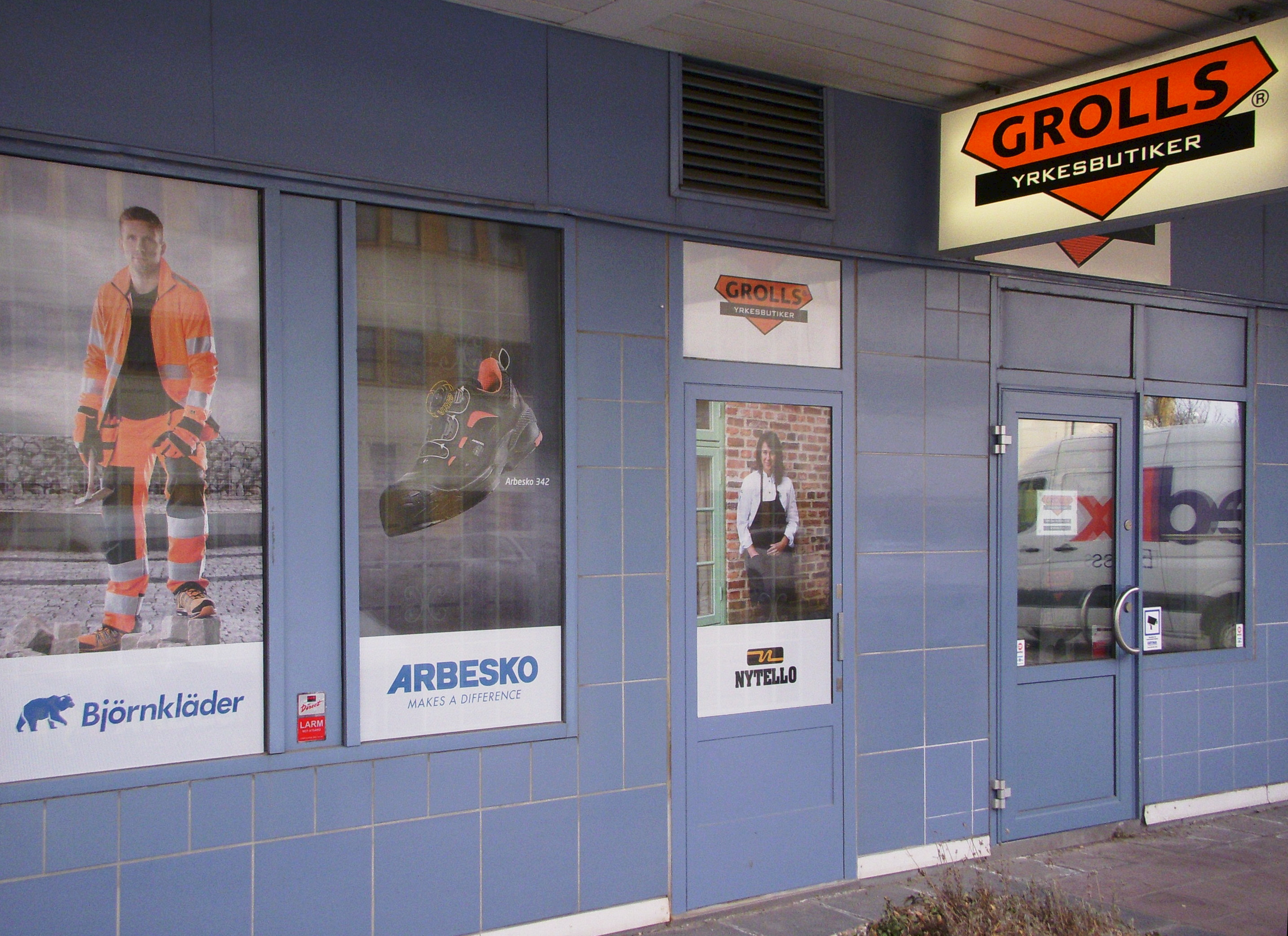
Grolls Yrkesbutiker i Årsta 2016
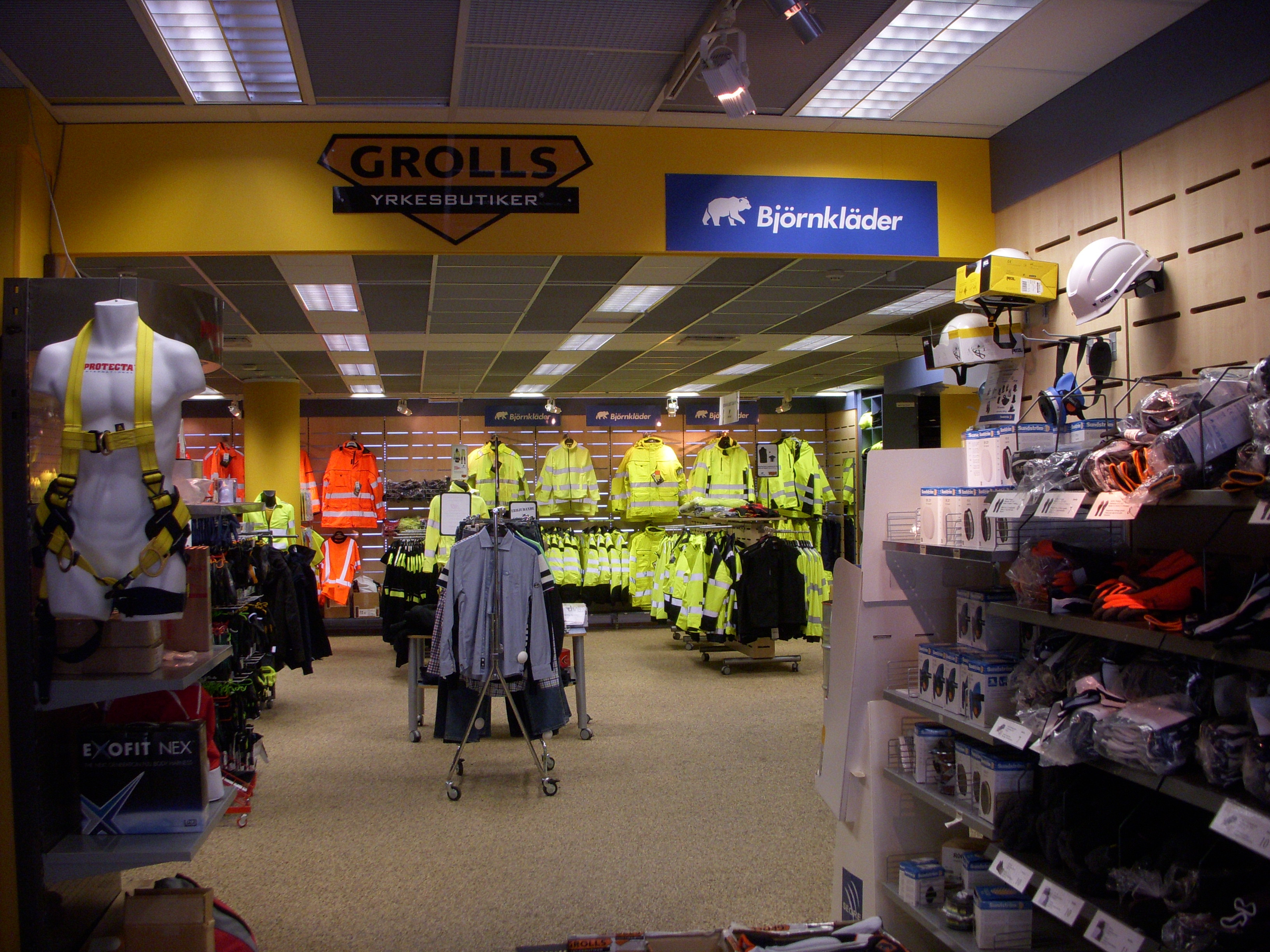
Grolls Yrkesbutiker interiör 2016
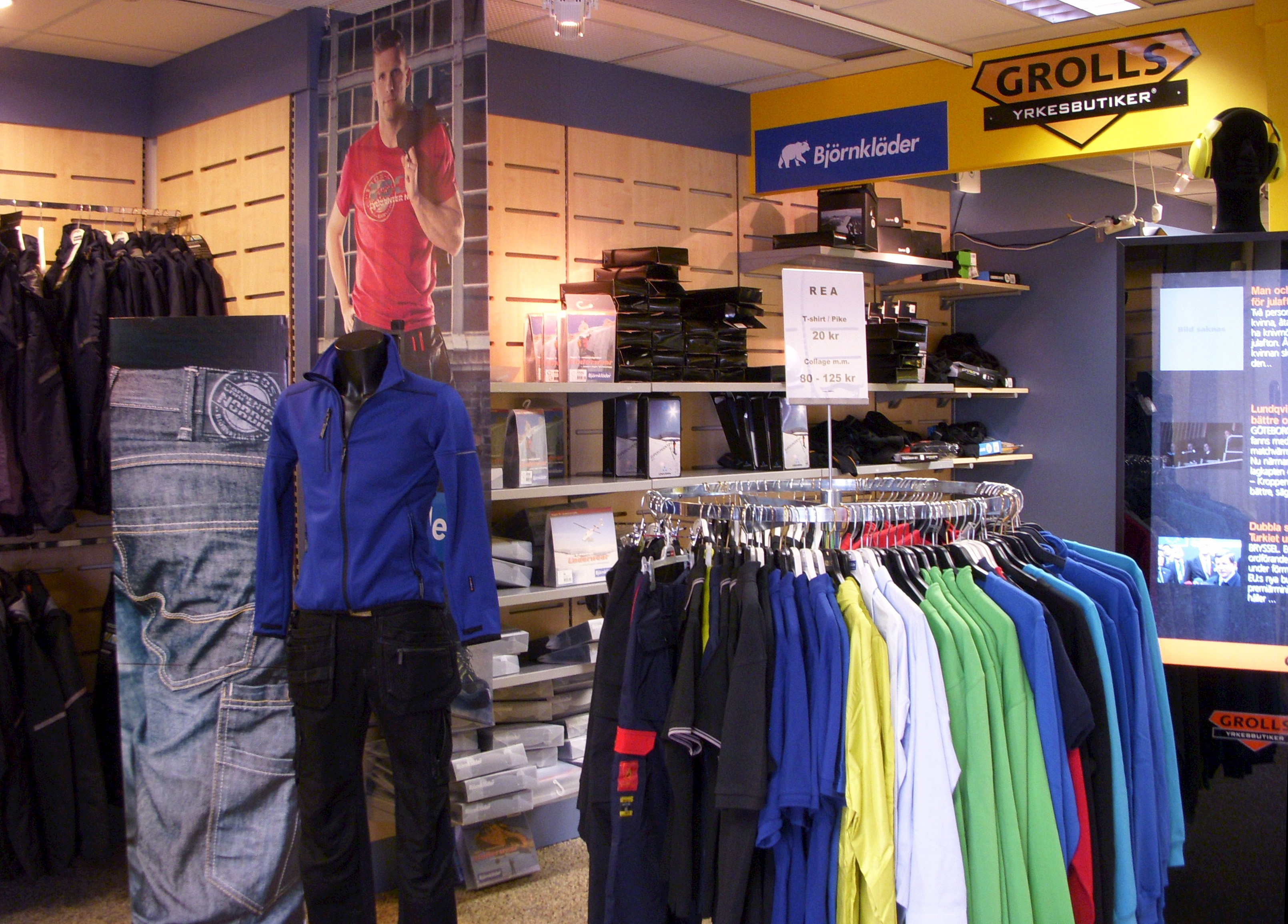
Grolls Yrkesbutiker interiör 2016